# トマス・キブル
サー・トマス・ウォルター・バンナーマン・キブル（Sir Thomas Walter Bannerman Kibble CBE FRS  [ˈkɪbəl]、1932年12月23日 - 2016年6月2日）は、イギリスの理論物理学者である。ブラックエット研究所の上級研究員、インペリアル・カレッジ・ロンドンの理論物理学の名誉教授だった。研究分野は量子場理論、特に高エネルギー素粒子物理学と宇宙論の学際分野だった。ヒッグス機構を初めて記述した人物の一人であり、位相欠陥の研究でよく知られている。また、1950年代以降は核軍拡競争を憂慮し、1970年以降、科学者の社会的責任の推進において主導的な役割を果たした。

## 若年期と教育
キブルは1932年12月23日にイギリス領インド帝国のマドラス管区マドラス（現 インド・チェンマイ）で生まれた。父はイギリスの統計学者でマドラス基督教大学の数学教授のウォルター・F・キブルである。母方の祖父はインド医務局の将校ウィリアム・バンナーマン、祖母は『ちびくろサンボ』で知られる作家のヘレン・バンナーマンである。キブルは、父が務める大学の敷地内で遊びながら、父からもらった数学パズルを解いて育った。
マドラスのドヴェトン・コリー・スクールを卒業した後、イギリスに渡ってエディンバラのメルビル大学とエディンバラ大学で学んだ。エディンバラ大学で1955年に学士号、1956年に修士号、1958年にPhDを取得した。

## 経歴
キブルは対称性の破れの機構、相転移、位相欠陥（モノポール、宇宙ひも、ドメインウォール）の研究を行った。
キブルの功績として、1964年のゲラルド・グラルニク、C・R・ヘイガンとの共同でのヒッグス機構とヒッグス粒子の発見が挙げられる。同年、Physical Review Letters(PRL)誌には、3つのグループによる自発的対称性の破れに関する論文が掲載され、これらは、PRL創刊50周年を記念して同誌が認定した、PRLにおける画期的な論文の一つに選ばれた。この功績により、2010年にJ・J・サクライ賞を受賞した。
ヒッグス理論に関する初期の論文の中で、キブルらのグループ(GHK)の論文は最も完成度が高いと広く考えられていたが、2013年のノーベル物理学賞はピーター・ヒッグスとフランソワ・アングレールに与えられ、GHKの中から受賞者が選出されなかったことは物議を醸した。2014年、ヒッグスは、キブルが受賞対象に含まれなかったことに対する失望を表明した。
キブルは、初期宇宙における位相欠陥の発生に関する研究の先駆者である。二次相転移点を横切って位相欠陥が形成される機構は、キブル＝ズーレック機構と呼ばれている。キブルは宇宙ひもに関する論文で、この現象を現代宇宙論に取り込んだ。
キブルは2001年から2005年まで、欧州科学財団(ESF)が資金提供した学際研究プログラムであるCosmology in the Laboratory (COSLAB)の共同議長を務めた。また、素粒子物理学・凝縮系・宇宙論における位相欠陥に関するESFネットワーク(TOPDEF)のコーディネーターを務めた。

### 賞と栄誉
- 1958年 - アメリカ物理学会会員[1]
- 1975年 - 欧州物理学会会員[1]
- 1980年 - 王立協会フェロー[3][25]
- 1981年 - ヒューズ・メダル[1]
- 1984年 - ラザフォードメダル賞[1]
- 1991年 - 英国物理学会フェロー[1]
- 1993年 - ガスリー賞[1]
- 1998年 - 大英帝国勲章コマンダー[1][26][27]
- 2000年 - ヨーロッパ・アカデミー（英語版）会員[1]
- 2008年 - アメリカ物理学会 優秀査読者[5][28]
- 2009年 - インペリアル・カレッジ・ロンドンフェロー[1]
- 2010年 - J・J・サクライ賞[1]
- 2012年 - 王立協会 ロイヤル・メダル
- 2013年 - ICTP ディラック・メダル[29]
- 2014年 - アルベルト・アインシュタイン・メダル[30]
- 2014年 - エディンバラ王立協会（英語版） ロイヤル・メダル[31]
- 2016年 - アイザック・ニュートン・メダル（死後）[32]

## 私生活と研究外の活動
1957年にアン・アランと結婚し、死ぬまで添い遂げた。アンとの間に3人の子供がいる。
1950年代から1960年代にかけて、キブルは核軍拡競争を憂慮するようになり、1970年からは、科学者の社会的責任を推進する様々な組織で主導的な役割を果たした。1970年から1977年にかけて、英国科学社会責任協会の全国委員、会計、会長を歴任した。1976年からはScience and Society Trustの評議員を務めた。1981年から1991年まで核兵器に反対する科学者の会の全国調整委員、副会長、会長を歴任し、その後身である地球的責任のための科学者の会を支援した。1988年からマーティン・ライル財団の理事長を務め、後に評議員となった。1988年にインペリアル・カレッジ・ロンドンで開催された第2回国際科学者会議の組織委員長を務め、終了後は会議録の共同編集者を務めた。
引退後は、ランブラーズのリッチモンド支部長を務めた。
キブルは2016年6月2日にロンドンで死去した。83歳だった。